# Cold Brook
Cold Brook è un villaggio degli Stati Uniti d'America, situato nello stato di New York, nella contea di Herkimer.